# Kuduvanaghatta, Tiptur
Kuduvanaghatta là một làng thuộc tehsil Tiptur, huyện Tumkur, bang Karnataka, Ấn Độ.